# Domhnall Gleeson
Domhnall Gleeson (Dublino, 12 maggio 1983) è un attore, regista e sceneggiatore irlandese.
È conosciuto principalmente per i suoi lavori televisivi e cinematografici, tra cui vanno ricordati la serie televisiva The Last Furlong, la sketch comedy Your Bad Self e i film Six Shooter e Boy Eats Girl, insieme a Harry Potter e i Doni della Morte - Parte 1 e 2, in cui interpreta Bill Weasley. Ha interpretato il coprotagonista Konstantin Levin nel film Anna Karenina. Più recentemente interpreta il ruolo del Generale del Primo Ordine, Armitage Hux, nella Trilogia Sequel di Star Wars e lo scrittore A.A. Milne in Vi presento Christopher Robin.
Ha recitato sia in ambito teatrale che cinematografico, ottenendo una nomination ai Tony Award del 2006 per la sua parte nella produzione di Broadway The Lieutenant of Inishmore del regista Martin McDonagh. Si è esibito in diversi spettacoli al Dublin's Gate Theatre, tra cui American Buffalo e Grandi speranze.

## Biografia
Domhnall Gleeson è nato a Dublino in Irlanda dall'attore Brendan Gleeson e da sua moglie Mary Weldon. Ha tre fratelli minori: Fergus, Brian (anche lui attore) e Rory (scrittore). Si è laureato ottenendo un Bachelor of Arts al Dublin Institute of Technology.

### Carriera
Terminati gli studi Domhnall iniziò ad intraprendere la sua carriera recitativa. La sua prima esperienza importante arriva nel 2004 recitando nel cortometraggio Six Shooter, vincitore dell'Oscar al miglior cortometraggio ai Premi Oscar 2006. Nel 2005 recita nel film Boy Eats Girl di Stephen Bradley e partecipa alla serie televisiva di breve durata The Last Furlong mandata in onda dal canale RTÉ. Nel 2006 recita accanto a suo padre nel film Studs, diretto da Paul Mercier. Nel 2007 ha recitato nel ruolo di Herbert Pocket nell'adattamento teatrale di Hugh Leonard del romanzo di Charles Dickens Grandi speranze, messo in scena al Gate Theatre di Dublino. La sua interpretazione è stata descritta con un "spiritosamente recitata" sulle pagine dell'Irish Independent dal critico Bruce Arnold. L'attore aveva in precedenza recitato nello stesso teatro nella commedia American Buffalo di David Mamet, in cui aveva interpretato il ruolo di Bobby. Nel 2008 ha recitato nella sketch comedy della RTÉ Your Bad Self ed è apparso nel film Pet Therapy - Un cane per amico con protagonista Jeff Bridges.
Nel marzo 2009 venne confermato che l'attore sarebbe apparso nei film tratti dal romanzo Harry Potter e i Doni della Morte, nel ruolo di Bill Weasley. Inizialmente riluttante a recitare accanto al padre (Malocchio Moody nei film), cambiò successivamente idea accettando la parte. La sua titubanza iniziale la si può comprendere leggendo una sua intervista del 2006, in cui aveva dichiarato di essere sempre stato sicuro di non aver intrapreso la carriera d'attore a causa di suo padre, pensando che sarebbe sempre stato rimproverato di aver ottenuto la parte grazie all'influenza del padre. Nel 2010 oltre ad essere apparso nel film Harry Potter e i Doni della Morte - Parte 1, ha recitato con Keira Knightley, Andrew Garfield e Carey Mulligan nel film Non lasciarmi, è apparso nel ruolo di Moon nel film dei fratelli Coen Il Grinta, in cui ha recitato accanto a Jeff Bridges e Matt Damon ed è apparso nel ruolo di Bob Geldof nel film per la televisione When Harvey Met Bob, grazie al quale vinse il premio come miglior attore protagonista agli Irish Film and Television Awards del 2011.
Nel 2011 recita in Harry Potter e i Doni della Morte - Parte 2 e l'anno successivo partecipa ai film Doppio gioco, Dredd e Anna Karenina. Grazie alle sue interpretazioni in Doppio gioco e Anna Karenina tra il 2012 e 2013 vinse il premio "Breakthrough Performer" al Hamptons International Film Festival e il premio come miglior attore non protagonista agli Irish Film and Television Awards e ricevette una nomination ai British Independent Film Awards come miglior attore non protagonista. Nel 2013 recita accanto a Rachel McAdams, Bill Nighy e Margot Robbie nel film Questione di tempo. Nel 2014 fa parte del cast di Unbroken. Nel 2015 recita in quattro film che hanno ricevuto diverse candidature agli Academy Awards del 2016: nel film di fantascienza Ex Machina, diretto da Alex Garland, nella terza trilogia cinematografica della saga di Guerre Stellari, Star Wars - Il risveglio della Forza, diretto da J. J. Abrams, Star Wars - Gli ultimi Jedi, diretto da Rian Johnson, e Star Wars - L'ascesa di Skywalker, diretto dallo stesso J. J. Abrams, in The Revenant, diretto da Alejandro González Iñárritu e nel film Brooklyn, diretto da John Crowley. Nel 2017 interpreta lo scrittore A.A. Milne nel film Vi Presento Christopher Robin e partecipa al film Dolce vendetta.

## Filmografia

### Attore

#### Cinema
- Six Shooter, regia di Martin McDonagh – cortometraggio (2004)
- Boy Eats Girl, regia di Stephen Bradley (2005)
- Studs, regia di Paul Mercier (2006)
- Pet Therapy - Un cane per amico (A Dog Year), regia di George LaVoo (2009)
- Perrier's Bounty, regia di Ian Fitzgibbon (2009)
- Corduroy, regia di Hugh O'Conor – cortometraggio (2009)
- Non lasciarmi (Never Let Me Go), regia di Mark Romanek (2010)
- Sensation, regia di Tom Hall (2010)
- Harry Potter e i Doni della Morte - Parte 1 (Harry Potter and the Deathly Hallows - Part 1), regia di David Yates (2010)
- Il Grinta (True Grit), regia di Joel ed Ethan Coen (2010)
- Harry Potter e i Doni della Morte - Parte 2 (Harry Potter and the Deathly Hallows - Part 2), regia di David Yates (2011)
- Doppio gioco (Shadow Dancer), regia di James Marsh (2012)
- Dredd - Il giudice dell'apocalisse (Dredd), regia di Pete Travis (2012)
- Anna Karenina, regia di Joe Wright (2012)
- Questione di tempo (About Time), regia di Richard Curtis (2013)
- Unbroken, regia di Angelina Jolie (2014)
- Calvario (Calvary), regia di John Michael McDonagh (2014)
- Frank, regia di Lenny Abrahamson (2014)
- Ex Machina, regia di Alex Garland (2015)
- Brooklyn, regia di John Crowley (2015)
- Star Wars - Il risveglio della Forza (Star Wars: The Force Awakens), regia di J. J. Abrams (2015)
- Revenant - Redivivo (The Revenant), regia di Alejandro González Iñárritu (2015)
- Barry Seal - Una storia americana (American Made), regia di Doug Liman (2017)
- Dolce vendetta (Crash Pad), regia di Kevin Tent (2017)
- Madre! (Mother!), regia di Darren Aronofsky (2017)
- Vi presento Christopher Robin (Goodbye Christopher Robin), regia di Simon Curtis (2017)
- Star Wars - Gli ultimi Jedi (Star Wars: The Last Jedi), regia di Rian Johnson (2017)
- Peter Rabbit, regia di Will Gluck (2018)
- A Futile and Stupid Gesture, regia di David Wain (2018)
- L'ospite (The Little Stranger), regia di Lenny Abrahamson (2018)
- Star Wars - L'ascesa di Skywalker (Star Wars: The Rise of Skywalker), regia di J. J. Abrams (2019)
- Le regine del crimine (The Kitchen), regia di Andrea Berloff (2019)
- Peter Rabbit 2 - Un birbante in fuga (Peter Rabbit 2: The Runaway), regia di Will Gluck (2021)
- Fountain of Youth - L'eterna giovinezza (Fountain of Youth), regia di Guy Ritchie (2025)
- Echo Valley, regia di Michael Pearce (2025)

#### Televisione
- Rebel Heart – miniserie TV, puntata 01 (2001)
- The Last Furlong – serie TV, episodi 1x01-1x02-1x04 (2005)
- Your Bad Self – serie TV, 6 episodi (2010)
- When Harvey Met Bob, regia di Nicholas Renton – film TV (2010)
- Immaturity for Charity, regia di John Butler – film TV (2012)
- Black Mirror – serie TV, episodio 2x01 (2013)
- Catastrophe – serie TV, episodi 3x02-3x03 (2017)
- Run - Fuga d'amore (Run) – serie TV, 7 episodi (2020)
- Frank of Ireland – serie TV, 6 episodi (2021)
- The Patient, regia di Chris Long, Kevin Bray e Gwyneth Horder-Payton – miniserie TV (2022)
- Infiltrati alla Casa Bianca - White House Plumbers (White House Plumbers) – miniserie TV, 5 puntate (2023)
- The Paper – serie TV, 10 episodi (2025)

### Doppiatore
- Stars, regia di Eoghan Kidney – cortometraggio d'animazione (2005)
- Earth's Greatest Spectacles – serie documentaristica, episodi 1x01-1x02-1x03 (2016)
- LEGO Star Wars: Il risveglio della Forza (Lego Star Wars: The Force Awakens) – videogioco (2016)
- Star Wars: Rise of the Resistance – cortometraggio d'animazione (2019)

## Doppiatori italiani
Nelle versioni in italiano delle opere in cui ha recitato, Domhnall Gleeson è stato doppiato da:
- Emiliano Coltorti in Il Grinta, Black Mirror, Calvario, Vi presento Christopher Robin, Peter Rabbit (Thomas McGregor), Le regine del crimine, Peter Rabbit 2 - Un birbante in fuga (Thomas McGregor), Fountain of Youth - L'eterna giovinezza
- Simone D'Andrea in Star Wars - Il risveglio della Forza, Madre!, Star Wars - Gli ultimi Jedi, L'ospite, Star Wars - L'ascesa di Skywalker
- Francesco Venditti in Anna Karenina, Questione di tempo, Unbroken, A Futile and Stupid Gesture
- Paolo Vivio in Harry Potter e i Doni della Morte - Parte 1, Harry Potter e i Doni della Morte - Parte 2
- Davide Perino in Doppio gioco, The Patient
- Patrizio Cigliano in Dredd - Il giudice dell'apocalisse
- Simone Marzola in Frank
- Davide Albano in Ex Machina
- Gianfranco Miranda in Brooklyn
- Pino Insegno in Revenant - Redivivo
- Edoardo Stoppacciaro in Barry Seal - Una storia americana
- Massimo Triggiani in Dolce vendetta
- Marco Vivio in Run - Fuga d'amore

Da doppiatore è sostituito da:
- Simone D'Andrea in LEGO Star Wars: Il risveglio della Forza, Star Wars Resistance
- Antonio Palumbo in Peter Rabbit, Peter Rabbit 2 - Un birbante in fuga (Jeremy Fisher)